# Espresso Macchiato (melodie)
Espresso Macchiato este o melodie lansată de rapper-ul eston Tommy Cash. A fost lansat în 6 decembrie 2024 și a fost melodia cu care Estonia a fost reprezentată la Eurovision 2025, terminând pe locul 3 cu un scor de 356 de puncte. În data de 9 mai a fost lansat un remix cu rapper-ul italian Tony Effe.